# Шаманиха (река)
Шама́ниха — река на крайнем северо-востоке России.
Протекает в Якутии по территории Верхнеколымского улуса. Длина — 231 км, площадь водосборного бассейна — 4420 км². Впадает в реку Колыма справа на расстоянии 1065 км от устья.
По данным государственного водного реестра России относится к Анадыро-Колымскому бассейновому округу.